# Luis Manuel Rodríguez
Luis Manuel Rodríguez, soprannominato "El Feo" (il brutto) (Camagüey, 14 marzo 1937 – Miami, 8 luglio 1996), è stato un pugile cubano, Campione del mondo dei pesi welter nel 1963 e avversario di Nino Benvenuti per il titolo mondiale dei pesi medi.

## Gli inizi a Cuba
Iniziò la carriera professionistica nel 1956, nei pesi welter, nella Cuba di Fulgencio Batista. Nel 1958 sconfisse due volte ai punti il connazionale Benny Kid Paret, futuro campione mondiale dei welter, poi deceduto prematuramente sul ring sotto i colpi di Emile Griffith. Con la presa del potere di Fidel Castro e la conseguente abolizione del professionismo pugilistico a Cuba, Rodríguez si trasferì negli Stati Uniti.

## La carriera negli Stati Uniti
Dopo aver inanellato una serie di 35 incontri senza sconfitte, Rodríguez ebbe l'occasione di incontrare l'astro nascente della categoria, lo statunitense delle Isole Vergini, Emile Griffith. L'incontro, in dieci riprese, si tenne al Madison Square Garden di New York, il 17 dicembre 1960 e il cubano subì la sua prima sconfitta, con verdetto non unanime. Successivamente, il 3 agosto 1961, a Dallas, subì una seconda sconfitta ai punti, sempre con verdetto non unanime, da Curtis Cokes, anch'egli futuro campione mondiale dei pesi welter. Quattro mesi dopo, tuttavia, si prese la rivincita nei confronti di Cokes a Miami, con verdetto unanime.
Tale successo gli consentì di affrontare nuovamente Griffith che, nel frattempo, aveva conquistato il titolo mondiale. L'incontro si tenne il 21 marzo 1963 al Dodges Stadium di Los Angeles. Rodríguez ebbe ragione dell'avversario ai punti, con verdetto unanime, conquistando la cintura mondiale dei pesi welter. La rivincita si tenne tre mesi dopo, l'8 giugno 1963, al Madison Square Garden, dove Griffith riuscì a strappare il titolo a Luis Rodríguez, con verdetto non unanime.
Il 17 agosto 1963, a Miami, Rodríguez batté per KOT alla nona ripresa Denny Moyer, ex campione del mondo della categoria superiore dei superwelter. Sconfisse poi per due volte, ai punti e con verdetto unanime, il campione olimpico di Roma dei superwelter Wilbert McClure, ancora imbattuto nella carriera da professionista.
Questi successi contro pugili di alto livello nella categoria superiore, convinsero gli organizzatori ad allestire un quarto incontro Griffith-Rodríguez, con in palio nuovamente il titolo mondiale dei welter. Il match si tenne a Las Vegas, il 12 giugno 1964. Vinse nuovamente Griffith ai punti ma ancora una volta il verdetto non fu unanime. 
Dopo aver perso tale occasione, Rodríguez inanellò una serie di quindici incontri vinti, sconfiggendo, tra gli altri, Rubin Carter (due volte) ed Eddie Pace. Nel 1966 subì una sconfitta ai punti da Percy Manning e, per KOT alla quindicesima ripresa, da Curtis Cokes. Fu la sua prima sconfitta prima del limite. Poi batté ai punti Bennie Briscoe, più volte futuro sfidante per il titolo mondiale dei pesi medi. Si prese la rivincita con Manning, a Caracas, per KOT tecnico e batté nuovamente Briscoe, ai punti.

## La sconfitta nei pesi medi contro Nino Benvenuti
Nel 1968, passato ormai ai pesi medi, incontrò due volte il venezuelano Vicente Rondón futuro campione mondiale dei mediomassimi. Perse il primo incontro ai punti ma si aggiudicò la rivincita, con analogo verdetto. Il 23 luglio 1969, a Miami, sconfisse lo statunitense Tom Bethea, ai punti, guadagnandosi la chance di combattere per la cintura dei pesi medi, detenuta da Nino Benvenuti.
L'incontro fu allestito al Palazzo dello Sport di Roma, il 22 novembre 1969. Rodríguez mantenne un ritmo che lo stesso Benvenuti definì "proibitivo". Dopo una prima parte del match, sostanzialmente equilibrata, il cubano vinse la quasi totalità delle riprese centrali dell'incontro provocando al detentore importanti ferite al naso e al sopracciglio sinistro. Apparentemente predestinato ad un cammino in salita, all'undicesima ripresa, improvvisamente, Benvenuti riuscì ad atterrare lo sfidante con un micidiale gancio sinistro dopo un'abile finta. Rodríguez finì KO per la prima volta nella sua carriera e non riuscì a rialzarsi prima di cinque minuti. La ripresa fu premiata come "Round of the year" per il 1969 dalla rivista specializzata Ring Magazine. Al termine del match, Rodriguez si rivolse schiettamente a Benvenuti dicendogli "Me Tumbaste!". 
Rodríguez combatté ancora per tre anni con verdetti alterni (vittorie contro Fraser Scott e Tony Mundine; sconfitte contro Bunny Sterling e Donato Paduano). Nel 1974 abbandonò il pugilato. 
La International Boxing Hall of Fame lo ha riconosciuto fra i più grandi pugili di ogni tempo. Il suo record assomma 107 incontri con 13 sconfitte, di cui solo tre prima del limite.

## Gli ultimi anni e la morte
Rodrìguez si trasferisce a Miami negli Stati Uniti in Florida. Subisce successivamente un'operazione chrurgica al cuore. Poi si ammala di diabete; viene a mancare l'8 luglio 1996 a soli 59 anni per pregresse complicazioni renali aggravate a causa della patologia diabetica.